# Legjobb forgatókönyv díja (cannes-i fesztivál)
A Legjobb forgatókönyv díja (franciául: Prix du scénario) a cannes-i fesztiválon átadott elismerés. A fesztivál nagyjátékfilm zsűrije ítéli oda azoknak a forgatókönyvíróknak, akinek alkotását a legjobbnak ítéli a hivatalos válogatás versenyfilmjei közül.
A díjat első ízben 1949-ben ítélték oda, azonban 1993-ig 37 alkalommal nem került sor átadására.
1958-ban a díjat Eredeti forgatókönyv díja (Prix du scénario original), 1980-ban A Nemzetközi Filmfesztivál forgatókönyv és párbeszédek díja (Prix du scénario et des dialogues au Festival International du Film), míg 1984-ben Legjobb eredeti forgatókönyv díja (Prix du meilleur scénario original) elnevezéssel osztották ki.

## Díjazottak
| Év          | Forgatókönyvíró                                                    | Magyar cím                                                 | Eredeti cím                                                           | Ország                                                     | Megj.   |
| ----------- | ------------------------------------------------------------------ | ---------------------------------------------------------- | --------------------------------------------------------------------- | ---------------------------------------------------------- | ------- |
| 1946        | A díjat nem osztották ki.                                          | A díjat nem osztották ki.                                  | A díjat nem osztották ki.                                             | A díjat nem osztották ki.                                  |         |
| 1947        | A díjat nem osztották ki.                                          | A díjat nem osztották ki.                                  | A díjat nem osztották ki.                                             | A díjat nem osztották ki.                                  |         |
| 1948        | A fesztivált pénzügyi nehézségek miatt nem rendezték meg.          | A fesztivált pénzügyi nehézségek miatt nem rendezték meg.  | A fesztivált pénzügyi nehézségek miatt nem rendezték meg.             | A fesztivált pénzügyi nehézségek miatt nem rendezték meg.  |         |
| 1949        | Alfred L. Werker                                                   | –––                                                        | Lost Boundaries                                                       | USA                                                        |         |
| 1950        | A fesztivált pénzügyi nehézségek miatt nem rendezték meg.          | A fesztivált pénzügyi nehézségek miatt nem rendezték meg.  | A fesztivált pénzügyi nehézségek miatt nem rendezték meg.             | A fesztivált pénzügyi nehézségek miatt nem rendezték meg.  |         |
| 1951        | Terence Rattigan                                                   | Felsőbb osztályba léphet                                   | The Browning Version                                                  | GBR                                                        |         |
| 1952        | Piero Tellini                                                      | Rendőrök és tolvajok                                       | Guardie e ladri                                                       | ITA                                                        |         |
| 1953 – 1957 | A díjat nem osztották ki.                                          | A díjat nem osztották ki.                                  | A díjat nem osztották ki.                                             | A díjat nem osztották ki.                                  |         |
| 1958        | Pier Paolo Pasolini, Massimo Franciosa és Pasquale Festa Campanile | Fiatal férjek                                              | Giovani mariti                                                        | ITA                                                        | [ 1 ]   |
| 1959 – 1962 | A díjat nem osztották ki.                                          | A díjat nem osztották ki.                                  | A díjat nem osztották ki.                                             | A díjat nem osztották ki.                                  |         |
| 1963        | Dumitru Carabat Henri Colpi és Yves Jamiaque                       | Codine                                                     | Codine                                                                | ROM · FRA                                                  |         |
| 1964        | A díjat nem osztották ki.                                          | A díjat nem osztották ki.                                  | A díjat nem osztották ki.                                             | A díjat nem osztották ki.                                  |         |
| 1965        | Pierre Schoendorffer                                               | A 317-es szakasz                                           | La 317ème section                                                     | FRA                                                        |         |
| 1965        | Ray Rigby                                                          | A domb                                                     | The Hill                                                              | GBR                                                        |         |
| 1966        | A díjat nem osztották ki.                                          | A díjat nem osztották ki.                                  | A díjat nem osztották ki.                                             | A díjat nem osztották ki.                                  |         |
| 1967        | Elio Petri és Ugo Pirro                                            | Mindenkinek a magáét                                       | A ciascuno il suo                                                     | ITA                                                        |         |
| 1967        | Alain Jessua                                                       | Játék a gyilkossággal                                      | Jeu de massacre                                                       | FRA                                                        |         |
| 1968        | Az 1968. májusi zavargások miatt a fesztivál félbeszakadt.         | Az 1968. májusi zavargások miatt a fesztivál félbeszakadt. | Az 1968. májusi zavargások miatt a fesztivál félbeszakadt.            | Az 1968. májusi zavargások miatt a fesztivál félbeszakadt. |         |
| 1969 – 1973 | A díjat nem osztották ki.                                          | A díjat nem osztották ki.                                  | A díjat nem osztották ki.                                             | A díjat nem osztották ki.                                  |         |
| 1974        | Steven Spielberg, Hal Barwood és Matthew Robbins                   | Sugarlandi hajtóvadászat                                   | The Sugarland Express                                                 | USA                                                        |         |
| 1975 – 1979 | A díjat nem osztották ki.                                          | A díjat nem osztották ki.                                  | A díjat nem osztották ki.                                             | A díjat nem osztották ki.                                  |         |
| 1980        | Furio Scarpelli, Agenore Incrocci és Ettore Scola                  | A terasz                                                   | La terrazza                                                           | ITA                                                        | [ 2 ]   |
| 1981        | Szabó István és Dobai Péter                                        | Mephisto                                                   | Mephisto                                                              | HUN                                                        |         |
| 1982        | Jerzy Skolimowski                                                  | A nagy gázsi                                               | Moonlighting                                                          | POL                                                        |         |
| 1983        | A díjat nem osztották ki.                                          | A díjat nem osztották ki.                                  | A díjat nem osztották ki.                                             | A díjat nem osztották ki.                                  |         |
| 1984        | Thanassis Valtinos, Tonino Guerra és Theo Angelopoulos             | Utazás Kithirára                                           | Taxidi sta Kithira                                                    | GRE                                                        | [ 3 ]   |
| 1985 – 1993 | A díjat nem osztották ki.                                          | A díjat nem osztották ki.                                  | A díjat nem osztották ki.                                             | A díjat nem osztották ki.                                  |         |
| 1994        | Michel Blanc                                                       | Segítség, csaló!                                           | Grosse fatigue                                                        | FRA                                                        |         |
| 1995        | A díjat nem osztották ki.                                          | A díjat nem osztották ki.                                  | A díjat nem osztották ki.                                             | A díjat nem osztották ki.                                  |         |
| 1996        | Jacques Audiard és Alain Le Henry                                  | Csinálj magadból hőst                                      | Un héros très discret                                                 | FRA                                                        |         |
| 1997        | James Schamus                                                      | Jégvihar                                                   | The Ice Storm                                                         | USA                                                        |         |
| 1998        | Hal Hartley                                                        | Henry Fool                                                 | Henry Fool                                                            | USA                                                        |         |
| 1999        | Jurij Arabov                                                       | –––                                                        | Moloh (Молох)                                                         | RUS                                                        |         |
| 2000        | James Flamberg és John C. Richards                                 | Betty nővér                                                | Nurse Betty                                                           | USA                                                        |         |
| 2001        | Danis Tanović                                                      | Senkiföldje                                                | No Man's Land                                                         | BIH                                                        |         |
| 2002        | Paul Laverty                                                       | Édes kamaszkor                                             | Sweet Sixteen                                                         | GBR                                                        |         |
| 2003        | Denys Arcand                                                       | Barbárok a kapuk előtt                                     | Les invasions barbares                                                | CAN                                                        |         |
| 2004        | Agnès Jaoui és Jean-Pierre Bacri                                   | Mint egy angyal                                            | Comme une image                                                       | FRA                                                        |         |
| 2005        | Guillermo Arriaga                                                  | Melquiades Estrada három temetése                          | The Three Burials of Melquiades Estrada                               | USA                                                        |         |
| 2006        | Pedro Almodóvar                                                    | Volver                                                     | Volver                                                                | ESP                                                        |         |
| 2007        | Fatih Akın                                                         | A másik oldalon                                            | Auf der anderen Seite                                                 | DEU                                                        |         |
| 2008        | Jean-Pierre és Luc Dardenne                                        | Lorna csendje                                              | Le silence de Lorna                                                   | BEL                                                        |         |
| 2009        | Mej Feng (梅峰, Méi Fēng)                                          |                                                            | Csun feng csen cuj je van (春风沉醉的夜晚, Chūnfēng chénzuì de yèwǎn) | CHN                                                        |         |
| 2010        | I Cshangdong (이창동, Lee Chang-dong)                              | Poézis - Mégis szép az élet                                | Szi (시, Si)                                                          | KOR                                                        |         |
| 2011        | Joseph Cedar                                                       | Lábjegyzet                                                 | Hearat Shulayim                                                       | ISR                                                        |         |
| 2012        | Cristian Mungiu                                                    | Dombokon túl                                               | După dealuri                                                          | ROM                                                        |         |
| 2013        | Csia Csang-ko (贾樟柯, Jia Zhang-ke)                               | A bűn érintése                                             | Tien csu ting (天注定, Tian zhu ding)                                 | CHN                                                        |         |
| 2014        | Oleg Negin és Andrej Zvjagincev                                    | Leviatán                                                   | Leviafan (Левиафан)                                                   | RUS                                                        |         |
| 2015        | Michel Franco                                                      | –––                                                        | Chronic                                                               | MEX                                                        |         |
| 2016        | Aszhar Farhadi                                                     | Az ügyfél                                                  | Forushande (فروشنده)                                                  | IRN                                                        |         |
| 2017        | Jórgosz Lánthimosz, Efthimis Filippou                              | Egy szent szarvas meggyilkolása                            | The Killing of a Sacred Deer                                          | GRC                                                        |         |
| 2017        | Lynne Ramsay                                                       | Sosem voltál itt                                           | You were never really here                                            | GBR                                                        |         |
| 2018        | Alice Rohrwacher                                                   | A szent és a farkas                                        | Lazzaro Felice                                                        | ITA                                                        | [ * 1 ] |
| 2018        | Dzsafar Panahi                                                     | Három nő                                                   | 3 Women                                                               | IRN                                                        |         |
| 2019        | Céline Sciamma                                                     | Portré a lángoló fiatal lányról                            | Portrait de la jeune fille en feu                                     | FRA                                                        | [ * 2 ] |
| 2020        | A Covid19-pandémia miatt nem osztottak ki díjat.                   | A Covid19-pandémia miatt nem osztottak ki díjat.           | A Covid19-pandémia miatt nem osztottak ki díjat.                      | A Covid19-pandémia miatt nem osztottak ki díjat.           |         |
| 2021        | Hamagucsi Rjúszuke és Óe Takamasza                                 | Vezess helyettem                                           | Doraibu Mai ka (ドライブ・マイ・カー)                                 | JPN                                                        | [ * 3 ] |
| 2022        | Tarik Saleh                                                        | Fiú a mennyből                                             | Walad min al-Janna (صبي من الجنة)                                     | SWE                                                        | [ * 4 ] |
| 2023        | Szakamoto Júdzsi                                                   | Szörnyeteg                                                 | Monster (Kaibucu, 怪物)                                               | JPN                                                        | [ * 5 ] |
| 2024        | Coralie Fargeat                                                    | A szer                                                     | The Substance                                                         | FRA                                                        | [ * 6 ] |